# 双湖峪街道
双湖峪街道，是中华人民共和国陕西省榆林市子洲县下辖的一个街道办事处。
2015年，陕西省民政厅批复同意撤销双湖峪镇，设立双湖峪街道办事处。

## 行政区划
双湖峪街道下辖以下地区：
双湖街社区、东街社区、西街社区、双湖峪村、峨峁峪村、苏渠村、三里路村、姚家砭村、张家寨村、清水沟村、漫滩沟村、高家渠村、曹家坪村、宋家沟村、高家园则村、高家坪村、杨大沟村、姬石畔村、佛堂墕村、大窑墕村、张家墕村、李家阳湾村、陈家坬村、苗家墕村、麻坪村、曹硷村、曹家沟村、永红村和后汪崖村。